# Colletes arsenjevi
Colletes arsenjevi is een vliesvleugelig insect uit de familie Colletidae. De wetenschappelijke naam van de soort is voor het eerst geldig gepubliceerd in 2006 door Kuhlmann.